# Francis Benali
Pour les articles homonymes, voir Benali.
Francis Vincent Benali, couramment appelé Francis Benali, est un footballeur puis entraîneur anglais, né le 30 décembre 1968 à Southampton. Évoluant au poste de latéral gauche, il est principalement connu pour ses 16 saisons à Southampton.

## Biographie

### Carrière de joueur
Natif de Southampton, il commence à jouer dans le club de jeunes local, Winsor United, où il évolue comme avant-centre. Ce n'est qu'à sa signature comme stagiaire dans le grand club de la ville en 1985, à 16 ans, qu'il est repositionné en défense par l'entraîneur des équipes de jeunes, David Merrington (en) et par l'entraîneur de l'équipe senior, Chris Nicholl.
Devenu professionnel en signant son premier contrat le 5 janvier 1987, il joue son premier match pour les Saints le 1er octobre 1988, en rentrant sur la pelouse du Dell contre Derby County. Lors de cette première saison pro, il joue 3 matches comme titulaires et effectue 4 entrées en cours de jeu comme remplaçant mais dès la saison suivante, il commence à s'imposer comme le choix n° 1 pour le poste d'arrière gauche, ce qu'il restera jusqu'à la fin de la saison 99-00.
Durant son long règne sur le flanc gauche de la défense des Southampton, il est mis en concurrence avec de nombreux autres arrières latéraux, parfois recrutés dans l'optique de le remplacer, comme John Beresford, Patrick Colleter ou encore Simon Charlton, mais qui n'arriveront jamais à le déloger de manière pérenne des titulaires. Il faudra attendre l'éclosion de Wayne Bridge depuis le centre de formation du club pour le voir céder sa place à partir de mars 2000.
Face à cette situation, Francis Benali accepte de partir en prêt pour Nottingham Forest en janvier 2001, à la fois pour retrouver du temps de jeu mais aussi pour prêter main-forte à David Platt, l'entraîneur-joueur de Forest confronté à une série de blessures qui le laisse avec un effectif décimé, notamment en défense. Benali s'y retrouve comme le seul joueur d'expérience au milieu d'un effectif très jeune et s'y sent très à l'aise, enchaînant les très bonnes performances au point que Forest essaya de l'engager définitivement mais ne put trouver un accord définitif pour le faire.
Revenu à Southampton, il prend son mal en patience comme remplaçant de Bridge et refuse la proposition de Gordon Strachan, l'entraîneur du club, d'être placé sur la liste des transferts gratuitement afin de trouver un autre club où il aurait plus de temps de jeu. Quand Bridge se blesse en janvier 2003, Benali assure son remplaçant sans coup férir, ce qui lui permettra de participer à l'épopée du club en FA Cup 2002-03 qui ira jusqu'en finale. Le replay du match du 4e tour contre Millwall le 5 février 2003 constitue d'ailleurs la dernière apparition de Benali en match officiel sous le maillot des Saints. Son tout dernier match avec le maillot rayé rouge et blanc fut à l'occasion du trophée Ted Bates en janvier 2004 contre le Bayern Munich.
Les supporteurs de Southampton adoraient Francis Benali et appréciaient tout particulièrement son investissement total lorsqu'il jouait ainsi que sa fidélité et son amour du club. Son style de jeu était celui d'un défenseur âpre, dur sur l'homme et qui s'aventurait très rarement en position offensive. Il ne marque d'ailleurs qu'un seul but dans toute sa carrière, le 13 décembre 1997, reprenant de la tête un coup franc de Matthew Le Tissier, contre Leicester City, à domicile. Il a par contre inscrit un but contre son camp resté célèbre le 30 mars 1994 contre Oldham Athletic, d'une tête plongeante en pleine lucarne de son propre gardien, Dave Beasant. Son style de jeu lui valut par ailleurs de nombreux problèmes disciplinaires, notamment 11 expulsions.
Pour ses dix ans comme professionnel au club, un match jubilé fut organisé en 1997 et se joua devant un stade complet, preuve de son statut très apprécié parmi les supporteurs du club. Lors de la pré-saison 2005-06, l'entraîneur du club, Harry Redknapp, le convoque et le fait même jouer un amical contre Eastleigh, mais à l'âge de 36 ans, Benali estime qu'il n'est plus apte et décide de prendre sa retraite après 20 ans au club, 311 matches de championnat et 389 matches officiels (ce qui le place à la 9e place des joueurs les plus utilisés de l'histoire du club).
Toutefois, ressentant des fourmis dans les jambes[pas clair], il s'engage en 2006 pour le club non league d'Eastleigh, situé à côté de Southampton. Il y retrouve Jason Dodd, qui avait été pendant plus de dix ans son alter-ego sur le flanc droit de la défense des Saints. Il y reste 2 saisons y jouant 22 matches.

### Carrière d'entraîneur
Benali n'a pas attendu que sa carrière de joueur soit définitivement terminée en 2008 pour commencer ses activités d'entraîneur. Dès juillet 2003, il commence à intégrer l'encadrement technique de Southampton en tant que responsable des équipes de jeunes de moins de 12 ans au centre de formation. 
En décembre 2005, après le départ d'Harry Redknapp et quelques mois après sa première retraite en tant que joueur, il dépose une co-candidature avec Matthew Le Tissier pour le poste vacant d'entraîneur mais celle-ci n'est finalement pas retenue, Rupert Lowe préférant l'écossais George Burley.
Après sa retraite définitive en tant que joueur, il occupe pendant deux ans le poste d'entraîneur des équipes de jeunes de Romsey Town (en).

### Autres activités
Avec son ancien coéquipier et grand ami, Matthew Le Tissier, il créa le site internet truegreats.com en octobre 2003. Il a aussi pris des participations dans un restaurant indien de Southampton, Kuti's Brasserie. Il fonde par la suite, en compagnie de son beau-père, une entreprise de promotion immobilière, appelée Luken Homes, du nom de ses deux enfants, Luke et Kenzie.
Dès le début de sa carrière de joueur, Francis Benali s'est investi dans des activités caritatives et depuis sa retraite, il est devenu président du comité d'action sociale de son club de toujours, Southampton. Il est aussi président de deux associations caritatives, l'une pour les enfants des pompiers et l'autre pour la rechercher sur le cancer.
Il participe régulièrement à des matches de football organisés pour récolter des fonds pour des bonnes œuvres, notamment pour l'hôpital local. Il participe aussi, en août et septembre 2014, à une course longue distance qui reliait les stades des 20 équipes de Premier League, opération qui a réussi à récolter 100 000£ pour Cancer Research UK. À cette occasion, il est décoré de la distinction Spirit of the Game en décembre 2014.

## Palmarès
- Finaliste de la Full Members Cup : 1992
- Finaliste de la FA Cup : 2002-03
- Spirit of the Game : 2014 (à titre individuel)